# Sissel Kyrkjebø
Sissel Kyrkjebø (født 24. juni 1969 i Bergen) er en norsk sangerinde. Hun har gjort sig bemærket både nationalt og internationalt, og har bl.a. medvirket på soundtracket til filmen Titanic og samarbejdet med den danske musiker Sebastian. Hun er også kendt for at have sunget OL-hymnen under OL i Lillehammer, julekoncerter i Wien, Moskva og Salt Lake City samt sine duetter med sangere som Plácido Domingo, José Carreras, Neil Sedaka, Josh Groban, Warren G og Peter Jöback.

## Karriere
Sissel sang i børnekor fra hun var 9 år gammel, og som 11-årig vandt hun sin første lokale talentkonkurrence. I 1983 optrådte hun for første gang på tv.
I 1986 optrådte Sissel Kyrkjebø i pausen under Det Europæiske Melodigrandprix, som foregik i Grieghallen i Bergen. Samme år blev Sissels første album, Sissel, udgivet.
I 1994 optrådte Sissel under åbnings- og afslutningsceremonien for Vinter-OL i Lillehammer. Den verdensberømte tenor Plácido Domingo opholdt sig i Norge under OL, og faldt tilfældigvis over Sissels tidligere album. Han kontaktede hende, og næste dag indspillede de "Fire in your heart", en engelsk version af "Se ilden lyse". Plácido Domingo inviterede Sissel til at deltage i sin årlige julekoncert i Wien. Koncerten blev sendt på TV-stationer over hele Europa.
I 1997 turnerede Sissel med den irske gruppe The Chieftains i USA. De optrådte blandt andet i The Late Show med David Letterman. I Sommeren 1997 var Sissel med til indspilningen af musikken til filmen Titanic. Filmmusikken blev solgt i 24 millioner eksemplarer.

## Privat
21. august 1993 blev hun gift med Eddie Skoller, som var 25 år ældre end hende. De blev gift i Mariakirken i Bergen, og brylluppet blev fulgt med stor interesse af både norsk og dansk presse. De blev skilt i 2004. De fik to døtre.
Sissel Kyrkebjø er Ridder af 1. klasse af St. Olavs Orden.

## Diskografi

### Soloplader
- De bedste, 1986-2006 (2006) – Nordiske største hits udgave
- Into Paradise (2006) – Britisk udgave
- Nordisk Vinternatt (2005)
- My Heart (2003)
- Sissel (2002) – USA udgave
- Sissel in Symphony (2001)
- All Good Things (2000)
- Fire In Your Heart (1998) – Japanske største hits udgave
- Innerst i sjelen (1994)

aka Deep Within My Soul – Britisk udgave
- Vestland, Vestland (1993) – Japansk udgave
- Gift Of Love (1992)
- Amazing Grace (1991) – Japansk udgave
- Soria Moria (1989)
- Glade Jul (1987)
- Sissel (1986)

### Soundtracks
- 37 1/2, soundtrack plade (2005)
- Vanity Fair, soundtrack plade (2004)
- The Forsythe Saga, soundtrack plade (2002)
- Evelyn, soundtrack plade (2002)
- Flyvende Farmor, soundtrack plade (2001)
- Summer Snow, soundtrack plade (2000)
- Back to Titanic, soundtrack plade (1998)
- Long Journey Home, soundtrack plade – med The Chieftains (1998)
- Titanic, soundtrack plade (1997)
- The Adventures of Pinocchio, soundtrack plade (1996)
- Disneys Den lille havfrue, soundtrack plade (1990) – stemme til Ariel på de norske, svenske og danske udgaver
- Drømmeslottet, soundtrack plade (1986)

### Juleplader
- Silent Night: A Christmas in Rome – med The Chieftains (1999)
- Julekonserten 10 år (1999)
- Julekonserten (1996)
- Christmas in Vienna III – med Plácido Domingo og Charles Aznavour (1995)

aka Vienna Noel
- Julen är här – med Tommy Körberg (1989)
- Glade Jul (1987)

### Andre plader
- "Ave Maria" – duet med Bryn Terfel fra Bryn Terfel Sings Favorites (2003)
- "Sacred Songs" – med Plácido Domingo (2002)
- "Vinterbarn" – single fra Proffenes plade Handsfree (2001)
- "Elia Rising" – single fra Sort Sols plade Snakecharmer (2001)
- "Siuil A Run" – single fra The Chieftains plade Tears of Stone (1999)
- "Bacchianas Brasileiras" – single fra Gli Scapolis plade Everything Must Change (1998)
- "Prince Igor" – med Warren G, single fra The Rapsody Overture (1998)
- LIVE – med Oslo Gospel Choir (1990)
- "Folket som danser" – single fra Sigvart Dagslands plade Seculum Seculi (1988)

## Filmografi
- Flyvende farmor (2001)